# 大有坊街道
大有坊街道是中国黑龙江省哈尔滨市道外区下辖的一个街道。

## 行政区划
下辖以下地区：
松电社区、宏南社区、红河社区、报达社区、教育社区、红平社区、卫生社区、铁四社区、嵩山社区和辽河社区。